# 真田幸専
真田 幸専（さなだ ゆきたか）は、信濃松代藩の第7代藩主。近江彦根藩主・井伊直幸の九男。

## 生涯
天明5年（1785年）11月4日、4人の男子にいずれも先立たれた第6代藩主・真田幸弘の養子となった。幸弘は、真田一族からでなく幕閣有力者の子弟を養子として迎えることで、幕府との結び付きを強め、財政危機を招く課役を避けようと考え、井伊家から幸専を娘婿として迎え養嗣子としたという。
同年11月15日、将軍・徳川家斉に御目見し、同年12月18日に従五位下豊後守に叙任した。寛政4年（1792年）に松代に入った。寛政10年（1798年）8月21日、養父の隠居により家督を継いだ。この頃、松代藩では財政が極度に悪化していたため、幸専も財政再建を主とした藩政改革を余儀なくされた。しかし幕府から江戸隅田川の工事などを命じられ、さらに財政が逼迫した。
幸専もまた後継者となる男子に恵まれなかった。そのため参勤交代に際して、はじめは柳沢保光の六男・久次郎（後の柳生俊豊）、次いで松平忠馮の次男・政之助（後の井上正廬）を仮養子にした。文化12年（1815年）、松平定信の次男・幸貫を養嗣子として迎えた。文政6年（1823年）8月20日、幸貫に家督を譲って隠居した。文政11年（1828年）7月に江戸藩邸にて逝去、大暁院と号した。享年59。

## 系譜
父母
- 井伊直幸（実父）
- 坂本氏 ー 側室（実母）
- 真田幸弘（養父）

正室
- 三千姫 ー 真田幸弘の娘

養子
- 真田幸貫 ー 松平定信の長男